# Liste von Flugabwehrkanonen gemäß den Kennblättern fremden Geräts D 50/4

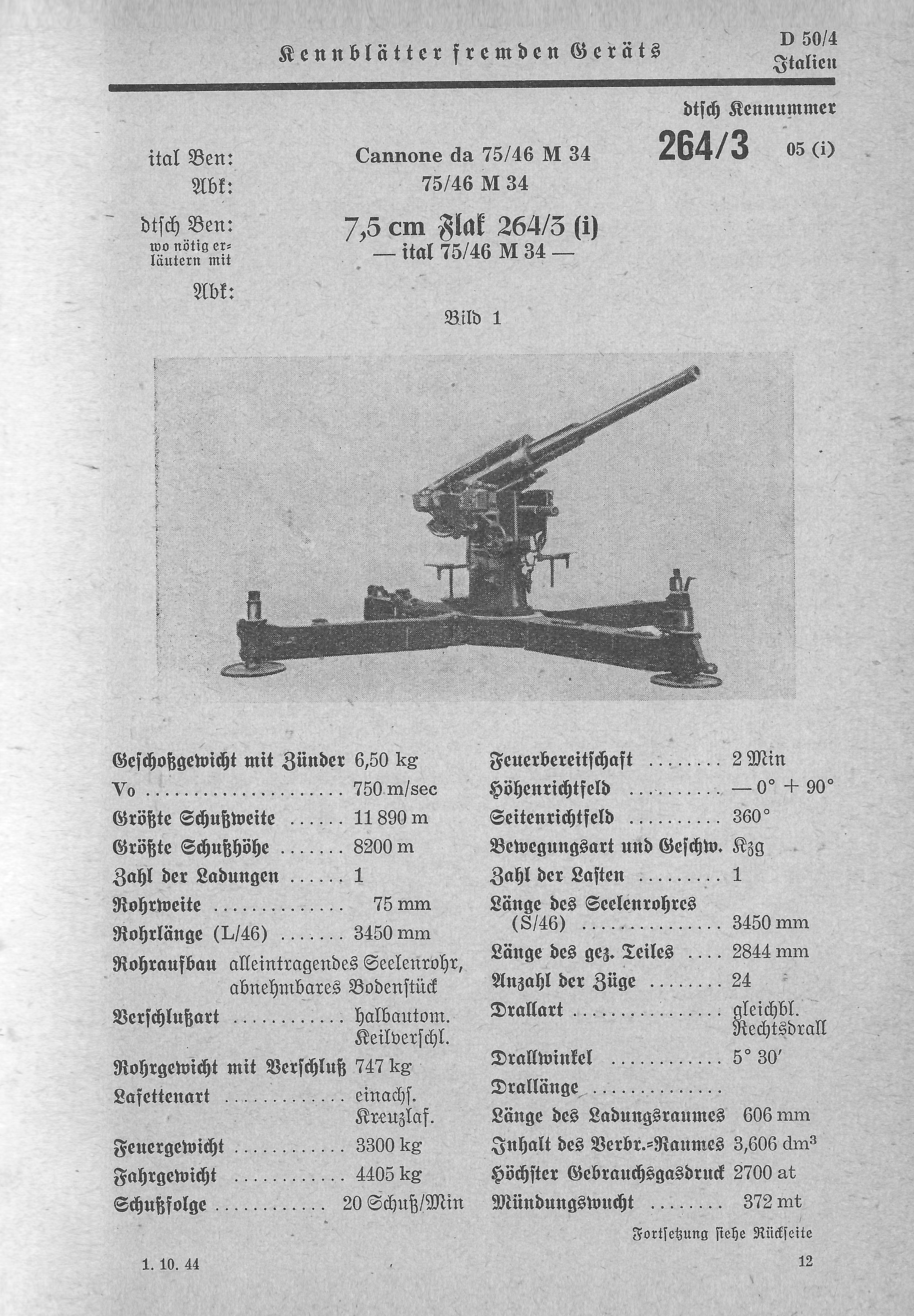
Kennblattbeispiel zu
D 50/4 Nr 264/3 05 (i)

In dieser Liste von Flugabwehrkanonen gemäß den Kennblättern fremden Geräts D 50/4 werden Fremdgeräte vom Typ Flugabwehrkanone aufgeführt, die vom Heereswaffenamt verzeichnet wurden.
Nachfolgend ein Überblick/Auszug zur offiziellen Dokumentation Kennblätter fremden Geräts D 50/4: leichte Geschütze.

## Hinweise zur Liste
Aufbau der Tabelle
Untenstehende Tabelle führt folgenden Spalteninhalte:
- dtsch. Kennnr. (deutsche Kenn-Nummer), dies entspricht dem Originalindex in den Kopfzeilen der Kennblätter mit Kennnummer, Stoffgebietenummer und Beutezeichen.
- Abk. dtsch. Ben. (Abkürzung deutsche Benennung), Originalbezeichnung entnommen aus der fünften Zeile der Kennblätter.
- Landesbez. nach HWA (Heereswaffenamt), Originalangaben entnommen aus der ersten Zeile der Kennblätter.
- (Wikipedia-Artikel) Link zum Wikipedia-Artikel in runden Klammern in der zweiten Zeile unter Landesbez. nach HWA.
- Bild, eine Bildauswahl aus Wikipedia für dieses Objekt.
- Kal. cm (Kaliber), entnommen aus den technischen Angaben der Kennblätter.
- Bemerkungen, Originalangaben entnommen aus den erweiterten Angaben der Kennblätter.

 Info: Die in der Tabelle angegebenen Originaleinträge sollen nicht geändert werden, weil diese den Angaben aus den Kennblättern entsprechen. Nach neuerem Forschungsstand sind teilweise Errata in den Kennblättern erkannt worden. Diese werden unten im Abschnitt Anmerkungen jeweils zur Kenn-Nummer erläutert. Die Wikilinks in den runden Klammern sollten das Lemma der entsprechenden Artikel in Wikipedia enthalten.

## Tabellarische Übersicht
| dtsch. Kennr. | Abk. dtsch. Ben.       | Landesbez.nach HWA (Wikipedia-Artikel)                       | Bild         | Kal. cm | Bemerkungen                                |
| ------------- | ---------------------- | ------------------------------------------------------------ | ------------ | ------- | ------------------------------------------ |
| 264/1 05 (i)  | 7,5 cm Flak 264/1 (i)  | Cannone da 75/27 A.V. (Cannone da 75/27 A.V.)                |              | 7,5     |                                            |
| 264/2 05 (i)  | 7,5 cm Flak 264/2 (i)  | Cannone da 75/27 C.K. (Cannone da 75/27 C.K.)                |              | 7,5     |                                            |
| 264/3 05 (i)  | 7,5 cm Flak 264/3 (i)  | Cannone da 75/46 M 34 (Cannone da 75/46 modello 34)          |              | 7,5     | einfache Kreuzlafette                      |
| 264/4 05 (i)  | 7,5 cm Flak 264/4 (i)  | Cannone da 75/46 M 40 (Cannone da 75/46 modello 34)          |              | 7,5     | Sockellafette                              |
| 266/1 05 (i)  | 7,62 cm Flak 266/1 (i) | Cannone da 76/40 (Cannone da 76/40 modello 16)               |              | 7,62    | Sockellafette                              |
| 266/2 05 (i)  | 7,62 cm Flak 266/2 (i) | Cannone da 76/40 modificata 35 (Cannone da 76/40 modello 16) | Bilderwunsch | 7,62    | Sockellafette mit Speichenbettung          |
| 266/3 05 (i)  | 7,62 cm Flak 266/3 (i) | Cannone da 76/45 (Cannone da 76/45 modello 11)               |              | 7,62    | Sockellafette                              |
| 268/1 05 (i)  | 7,65 cm Flak 268/1 (i) | Cannone da 77/28 C. A. (Cannone da 77/28 modello 17)         | Bilderwunsch | 7,62    | Sockellafette                              |
| 309/1 05 (i)  | 9 cm Flak 309/1 (i)    | Cannone da 90/53 (Cannone da 90/53)                          |              | 9       | Sockellafette (ortsfest) oder Kreuzlafette |